# 炎628
『炎628』（ほのお628、原題 ロシア語: Иди и смотри、『来たれ、そして見よ』または『行け、そして見よ』）は、1985年公開のソ連映画。

## 概要
1943年のドイツ占領下のベラルーシを舞台に、赤軍パルチザンに身を投じた少年がドイツ軍のアインザッツグルッペンによる虐殺を目の当たりにする様子を描いた映画。
1943年3月22日にベラルーシで起きたハティニ虐殺を基にした作家アレシ・アダモヴィチの小説『ハティニ物語』を原作としている。大祖国戦争戦勝40周年となる1985年に合わせて製作された。
原題は、『ヨハネの黙示録』第6章の死（死神）が乗った青ざめた馬が現れる一節から採られた。

## ストーリー
1943年、ドイツ軍に占領されたベラルーシでは、少年フリョーラがパルチザンの隠した小銃を掘り出していた。止めさせようとする村の男の声に耳を傾けないフリョーラだが、その様子を上空でドイツ軍の偵察機が監視していた。翌朝、パルチザンの一部隊がフリョーラの村にやって来た。母の声にも耳を貸さず、彼は小銃を片手にパルチザンに志願する。フリョーラはパルチザンの陣地にやって来たが、パルチザンの指揮官であるコサーチは彼を置き去りにして出発してしまう。落胆するフリョーラだが、森の中で出会った少女グラーシャは、死地に少年を送りたくない温情からだと語る。そこへドイツ軍の攻撃が始まり、落下傘兵が降下してきた。フリョーラとグラーシャは村へと逃れるが、人の気配が全く無い。やがてグラーシャは虐殺された村人の死体の山を見つけ、フリョーラは錯乱して沼地に入ろうとする。
やがて、パルチザンの一員であるロウベジと共に生き残った村人たちと出会った2人だが、フリョーラの家族は殺されたことを告げられる。フリョーラに銃を掘るのを止めさせようとした村の男は、ガソリンで焼かれ瀕死の重傷を負っていた。自分の行動で家族が殺されたことに、自責の念に駆られるフリョーラ。一方、憎悪に燃える村人たちは、ドイツ兵の白骨死体からヒトラーの人形を作り罵っていた。ロウベジはフリョーラたちと共に、人形を使った奇襲と食糧調達を行うことになる。途中、地雷原で仲間を失うが、ドイツ軍占領下のバグショフカ村に着いたフリョーラとロウベジは、村人を脅して牛を調達することに成功する。しかし、帰途でドイツ軍の襲撃に会い、ロウベジは射殺され、牛も銃弾に倒れた。
翌朝、フリョーラは馬車を確保しようとしてペレホードイ村の農夫に出会うが、村には大量のドイツ兵がやってきており、農夫はフリョーラに小銃を隠して自分の家族になりすますよう指示する。村では、ドイツ軍が重要事項を発表するとして、ロシア人の対独協力者を使って村人たちを半ば強引に教会に集めていた。当惑する村人たちに、若い親衛隊の中隊長は、子供を残して外へ出てくるよう指示する。フリョーラや幾人かの村人が窓から出てきたのを見計らい、ドイツ兵たちは嬉々と教会の中に手りゅう弾を投げ込み、火炎瓶や火炎放射器で教会の建物に火を放ち、さらには教会めがけて一斉射撃を行う。炎が増すにつれて消えてゆく悲鳴。フリョーラも記念写真を撮ろうとするドイツ兵達に弄ばれる。村の家畜や女性を略奪して、家々にも火を放ったドイツ軍の後には、放心状態のフリョーラ達と燃えさかる建物だけが残された。
村から出たフリョーラは、ドイツ軍に対するパルチザンの待ち伏せの余波を見つける。また残酷にレイプされ笛を咥えさせられ放心状態の生き残りの女性も見つける。ドイツ軍の将校やロシア人協力者はパルチザンに捕らえられた。ドイツ軍に命じられただけという協力者や、命乞いをするドイツ兵、高齢で誰にも危害を与えていないと語る司令官に対して、村人の虐殺を指揮した中隊長は、共産主義は劣等民族に宿るので根絶すべきと殺したことの正当性を堂々と主張する。通訳に耐え切れず殺すべきだと言う協力者は、コサーチに言われるがまま、味方だったドイツ軍将校にガソリンを降りかけ焼き殺そうとする。しかし、復讐に燃えるパルチザンが先に彼らを射殺してしまった。
パルチザンが再び移動を開始したところで、白髪に皺だらけの老人のような風貌になったフリョーラは、道の水たまりにヒトラーの肖像画が落ちているのを見つける。怒りに燃えるフリョーラは、肖像画めがけて小銃を撃つ。撃つたびにヒトラーの映像が巻き戻され、電撃戦、ナチ党結成時、第一次世界大戦時と戻ってゆく。そして最後は、幼少期のヒトラーの写真で終わり、そこでふと我に返ったフリョーラの目からは、涙があふれていた。
そして森の中へと進軍していくパルチザン。「大戦中、ベラルーシの628の村々が焼かれた」という字幕で映画は幕を閉じる。

## キャスト
- アレクセイ・クラヴチェンコ（英語版、ロシア語版） - フリョーラ
- オリガ・ミローノバ - グラーシャ
- リューボミラス・ラウウチャビシウス（英語版、ロシア語版） - コサーチ
- ブラーダス・バグドナス（ロシア語版） - ルベージ
- エヴゲニー・ティリチェーエフ（ロシア語版） - ウクライナ人協力者
- ビクトル・ローレンツ（ロシア語版） - ドイツ軍指揮官
- ユーリ・ルミスティ - 親衛隊中隊指揮官

## 受賞
第14回モスクワ国際映画祭（1985年）の最優秀作品賞を受賞した。